# N-632a
La N-632a es la carretera nacional española formada por tramos del vial original de la carretera nacional N-632, ubicada en Asturias, discurriendo por varios núcleos de población y tramos interurbanos. Aunque su señalización indica una longitud de 162 kilómetros, sólo se encuentran catalogados 33 km en total.
También varios tramos pequeños que pasan por pequeñas poblaciones conectan éstas con la N-632 principal, sirviendo así como vías de servicio.
Antes de la entrada en servicio de varias partes de la N-632, este era el único vial de conexión principal entre los concejos de Avilés y Castrillón, y entre el concejo de Cudillero y Valdés.

## Recorrido

### Tramo de Avilés
Este tramo comienza en Avilés, llegando desde Gijón, en la intersección vial con el final de la AS-19.
La AS-19, que no es más que la N-632, transferida y renombrada, llega desde Gijón, y retoma el nombre primitivo justo tras el semáforo de la intersección.
Posteriormente, se cruza con la AS-238, la cual se dirige a Luanco y, al cruzar por un puente el trazado de Renfe, se encuentra con el inicio de la AS-17 y gira hacia el norte, por la Calle del Muelle.
Hay que destacar que, hasta la llegada de Ensidesa a la ciudad, se cruzaba el trazado de Renfe mediante un paso a nivel, llegando a Avilés por la Avenida de Gijón y continuando por la calle Llano Ponte. Entonces, la carretera AS-17 se llamaba C-634, y llegaba hasta Lugones.
La calle del Muelle, que inició sus obras en los años 70, hoy día es la N-632a en sentido Lugo.
Todo este tramo reemplazó, en la última década del siglo XIX, a uno muy anterior que pasaba frente al Ayuntamiento, cuando era una carretera de tercer orden. La N-632 inició su existencia durante los años 40 del siglo XX.
La N-632a continúa luego recta, pasando frente a la Estación de Autobuses de Avilés, para dirigirse a la Avenida de Lugo. Posteriormente gira a la izquierda en las inmediaciones de la factoría de Cristalería Española y, tras unos metros, se interna en el concejo de Castrillón.
Es también de cierta relevancia destacar que este tramo es bastante moderno, ya que, hasta ciertas fechas del siglo XVIII, y antes aún de ser una carretera de tercer orden, existía el "Camino carretero a Pravia y Luarca", el cual partía al lado de la Iglesia antigua de Sabugo (Avilés) y ascendía luego por San Cristóbal hasta Heros, para descender después, ya en Castrillón, por un trazado aún no determinado con exactitud. 
Una sección de la Avenida de Lugo ha sido objeto durante varios años de cierto malestar referente a su mal estado de conservación. Debido a esto existe cierta polémifca, cuyo mayor efecto es que el Ayuntamiento de Avilés no aceptará el vial como propio hasta que éste haya sido convenientemente reparado por el Ministerio de Fomento, titular actual.

### Tramo de Castrillón
La sección en este concejo tiene su inicio a la entrada de Raíces Nuevo.

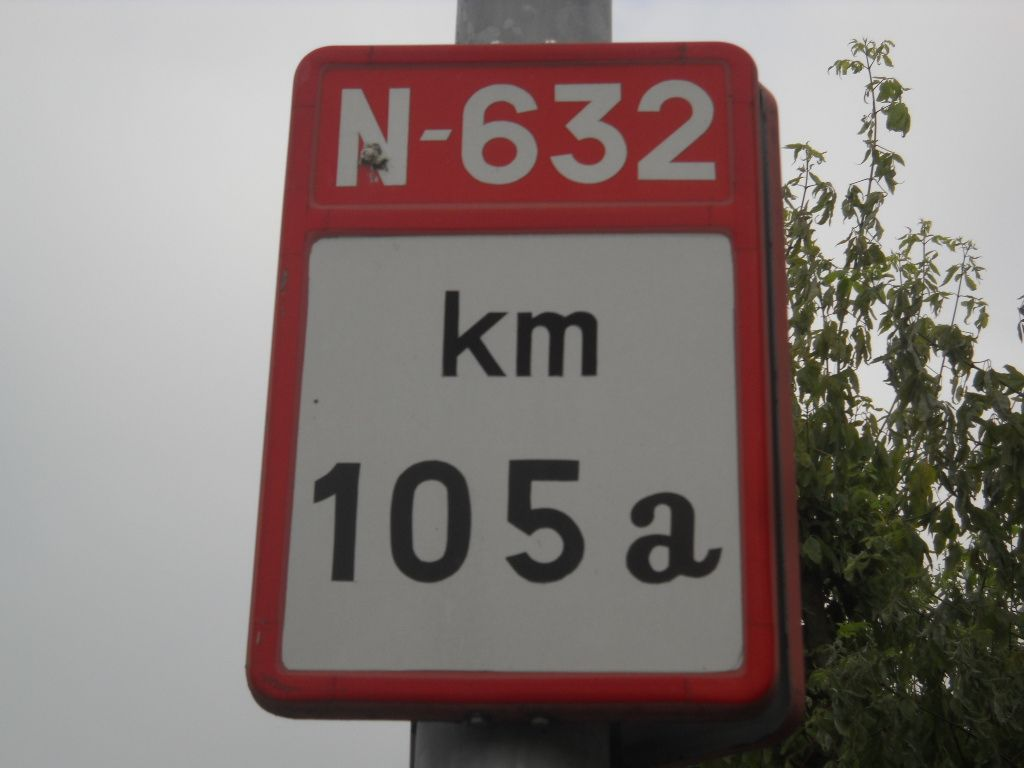
El hito correspondiente al punto kilométrico 105.

Cruza este poblado mediante una travesía con jardines a ambos lados, que la separan de unos viales secundarios utilizados para el estacionamiento de los vecinos de la localidad.
Algo más allá, pasa por al lado de Raíces "Viejo", y se interna en Salinas, un próspero poblado con su famosa playa —muy conocida en el mundo del surf—; y tras la Recta de La Vegona, que pasa junto a unos terrenos pantanosos los cuales son atravesados por una senda peatonal; llega a Quiloño, cuyo inicio hoy en día es prácticamente parte de la localidad de Piedras Blancas.
A la llegada a esta localidad, se cruza con las carreteras locales CT-1 y CT-2 y pasa junto al Ayuntamiento de Castrillón.
Pocos metros más adelante, se interna en el poblado más disperso de Vegarrozadas, que hoy en día finaliza en una rotonda la cual une esta carretera con las N-632 y la A-8.
Cabe destacar que aunque la mayoría del recorrido por Castrillón es a día de hoy vial urbano, existe todavía el punto kilométrco 105, visible en Piedras Blancas.

### Sección periurbana de Carcedo
Al salir a carretera abierta de nuevo y pasar el kilómetro 107, se cruza con la carretera local CT-4, y en La Lloba rectifica una curva cerrada, en mal estado, que sirve ahora como acceso a unos viveros.
Pasando frente a una estación de servicio, existe una curva destartalada que da acceso a un apeadero de la línea Feve entre Gijón y Ribadeo.
Hay un rasante y una pendiente para llegar a Carcedo donde existe un tramo muy antiguo con estrechamiento, justo al lado de la N-632 moderna. Este tramo carece de signo de identificación alguno. Allí se puede tomar la pequeña N-643 que, tras sólo 2 kilómetros, nos llevará al aeropuerto de Asturias.
Es posible disfrutar de un refrigerio en la terraza del restaurante, mientras se oye a la mayoría del tráfico sobrevolando el valle mediante el viaducto de la A-8 que pasa justo por al lado.
También está muy cerca el enlace con la carretera local SB-1.

### Tramo deSoto del Barco
Esta sección, tras la rotonda de conexión con la AS-16 (que da servicio hacia Pravia y el suroccidente) y la SB-3 (que llega hasta la portuaria San Juan de la Arena), pasa junto a un hotel y el pueblo de La Magdalena para, tras una bajada, llegar hasta encontrarse de nuevo con la N-632; justo antes del viaducto que pasa sobre el Río Nalón. Queda en este punto cortado el acceso a automóviles por un guardarraíl.
Este tramo da hoy acceso al Centro de Tratamiento de Aguas Residuales EDAR Bajo Nalón.

### Tramo de Somado
Este trazado, hoy día en absoluto desuso, sirve de acceso a esta población, así como a localidades como Villafría.
Tras Somado, el acceso a automóviles queda restringido. Tras el corte que le asestaron los viaductos gemelos de Santa Olaya de la A-8, se ha convertido en un vial para los paseantes ociosos que hace permite evitar el tránsito por los arcenes de una sección de curvas rápidas de la N-632 moderna.

### Tramos de El Pitu y San Juan de Piñera
Un pequeño recorrido, de menos de un kilómetro, da acceso a poblados como La Atalaya. Tiene una pequeña nave industrial, un hotel rural y el acceso a una estación de servicio, tras la cual se convierte en un sendero asfaltado que acaba sepultado por la N-632.
Justo después, antes de entrar en Piñera, existe un tramo muy pequeño, con un puente ya en desuso y en mal estado, pasando la carretera nueva por un puente alternativo.
El siguiente es el antiguo trazado de San Juan de Piñera, más conocido por ser el que da acceso a un complejo hostelero de apartamentos muy famoso en Asturias. Da asimismo acceso al apeadero local de Feve, y a varios alojamientos rurales y turísticos.

### Tramo desde Cudillero hasta Valdés
Esta sección es, con diferencia, la más larga y sinuosa de la antigua carretera transcantábrica asturiana.
Tras una rotonda, la N-632 queda cortada abruptamente y la N-632a desciende hacia el valle mediante una fuerte pendiente, pasando bajo los enormes Viaductos de la Concha de Artedo de la N-632, en un tramo hoy cortado al tráfico temporalmente, y de la A-8. Así, se llega junto al antiguo viaducto de Feve para llegar a Artedo, con la posibilidad de visitar la playa de la Concha de Artedo y el célebre paisaje natural de la zona.
La antigua carretera nacional vuelve a subir a continuación describiendo varias curvas, su siguiente intersección es con la carretera local que la conecta con Lamuño y Salamir. Posteriormente, y tras una sección sinuosa, llega a San Martín de Luíña donde está el cruce con la AS-367, carretera que mediante un tortuoso trazado, llega hasta Brieves, ya en la N-634.
Justo después, hay un descenso prolongado, que finaliza en Soto de Luiña. La carretera nacional asciende de nuevo con una pendiente considerable hasta Valdredo, cruzándose con la autovía varias veces y, así, llega a la costa de nuevo, en la localidad de Albuerne para, a continuación, comenzar a describir curvas enlazadas de todo tipo y algunas rectas intermedias en el interior de varios bosques, trayecto durante el cual se atraviesa Ballota, Tablizo, Novellana, Santa Marina (Asturias) y demás pueblos costeros. 
Salvo algunos puntos, no suaviza su recorrido, sinuoso y plagado de puentes con estrechamiento, y que discurre serpenteando al lado y por debajo de la autovía A-8.
Posteriormente, tras Cadavedo, se retoma el único trazado de la segunda N-632, que deja algunos pequeños pueblos justo a su derecha, evitando sus antiguas curvas de acceso y, así, se llega a las rotondas de enlace de Querúas, que nos permiten enlazar con la autovía o, en este caso, con el último tramo de la N-632a.
Mediante éste, volveremos a descender, en su sinuoso trazado original, durante dos kilómetros en los cuales atravesamos Canero y, al fin, se llega a la rotonda de unión con la N-634, punto en el cual se interrumpe definitivamente el recorrido por la N-632a y podremos continuar el viaje hacia Luarca.